# Henrik Kauffmann
Pour les articles homonymes, voir Kauffmann.
Henrik Kauffmann, né le 26 août 1888 à Francfort-sur-le-Main (Allemagne) et mort le 5 juin 1963 à Skodsborg (Danemark), est un diplomate et homme politique danois.

## Biographie
Ambassadeur aux États-Unis pendant la Seconde Guerre mondiale, il est connu notamment pour avoir signé avec les États-Unis de sa propre initiative un traité leur donnant le droit d'établir des bases militaires au Groenland afin de défendre les colonies danoises de potentielles agressions allemandes. Il déclare avoir agi au nom du roi du Danemark (en danois : I Kongens Navn).
Ce traité est signé le 9 avril 1941, jour anniversaire de l'occupation allemande au Danemark. Du côté américain, il fut signé par le secrétaire d'État Cordell Hull et approuvé par le président Franklin D. Roosevelt le 7 juin 1941.
Le traité est approuvé également par les notables officiels au Groenland mais est déclaré caduc par le gouvernement danois à Copenhague. Son pays se trouvant alors sous occupation allemande, Kauffmann passe outre aux protestations gouvernementales. Il est accusé de haute trahison et déchu de son rang, mais n'en tient aucun compte. Son action est soutenue par le consul danois aux États-Unis et l'ambassadeur danois en Iran, qui sont déchus eux aussi. Il demande par la suite aux autres diplomates danois de par le monde de ne plus suivre les instructions venant de Copenhague.
La révocation de sa condamnation est l'une des premières tâches du Parlement danois après la libération du Danemark en mai 1945. Il entre dans le gouvernement d'unité nationale de Vilhelm Buhl, étant ministre sans portefeuille de mai à novembre 1945.
Le traité de Kauffmann est adapté dans les années 1950 et sert de base légale pour la base américaine de Thulé au Groenland.